# Blăjani
Blajani là một xã thuộc hạt Buzău, România. Dân số thời điểm năm 2002 là 1265 người.